# Весёлое Поле (Донецкая область)
Весёлое Поле (укр. Веселе Поле) — село в Добропольском районе Донецкой области Украины.
Код КОАТУУ — 1422085503. Население по переписи 2001 года составляет 52 человека. Почтовый индекс — 85017. Телефонный код — 6277.

## Местный совет
Село Весёлое Поле относится к Нововодянскому сельскому совету.
Адрес местного совета: Украина, 85017, Донецкая область, Добропольский р-н, с. Нововодяное, ул. Донецкая, 1.